# Victor Margueritte
Victor Margueritte (Blida (Argelia francesa) 1 de diciembre de 1866 - Monestier (Allier) 23 de marzo de 1942) fue un novelista, autor dramático francés y activista pacifista y feminista. Tras una corta carrera militar se convirtió en uno de los escritores franceses más importantes de principios del siglo XX. Su novela La Garçonne (1922) representando a "la mujer nueva" y aportando la modernidad de las mujeres del primer tercio de siglo XX fue emblema de toda una época y se convirtió en el gran best seller de los años veinte vendiendo en Francia 750 000 ejemplares. El autor sin embargo pagó con la censura, el ostracismo intelectual y la expulsión de la Legión de Honor.
Es hermano del también novelista Paul Margueritte e hijo del general Jean Auguste Margueritte. 

## Biografía
Hijo de un héroe de la guerra de 1870, Jean Auguste Margueritte, hermano del escritor Paul Margueritte y primo segundo por parte de madre de Stéphane Mallarmé, estudió en el liceo de Argel. Se enroló en 1886 en los Spahis, antes de entrar en 1891 en la Escuela militar de Saumur donde fue teniente de dragones. En 1896 dimitió para volcarse en la literatura.
Se mostró preocupado por temas sociales y fue un ardiente defensor de la emancipación de la mujer así como del acercamiento de los pueblos. Colaboró sobre todo con La Revista contemporánea de Édouard Rod. Defendió opiniones sociales cada vez más adelantadas y colaboró en diarios y periódicos en el movimiento internacional y comunista.
La publicación en 1922 de su novela La Garçonne provocó que se le retirara la Legión de Honor el 1 de enero de 1923. La obra fue rápidamente traducida en varias lenguas, el personaje Monique de esta novela chocó con la sociedad de la época pero de las adaptaciones al teatro y al cine prolongaron su éxito durante diez años.
De 1896 a 1908, colaboró en todas las obras de su hermano Paul, quien paralelamente publicaba sólo con su nombre (sin apellido). Fue Presidente honorario de la Société des gens de lettres.
Victor Margueritte fue un huésped asiduo de Sainte-Maxime, en Var. Hacia 1925, compró gracias a los derechos de autor de La Garçonne (750 000 ejemplares vendidos), una vasta propiedad que iba desde el mar hasta la cumbre de la colina de Meinier. La llamó «Le Clos de la Madrague» en recuerdo de la pesca de atún que se practicaba ante la propiedad en el pasado. El escritor residió allí con su segunda esposa hasta 1938. Quienes que lo conocieron lo describían como un hombre que iba impecablemente vestido y que quedó especialmente afectado con la retirada de la Legión de Honor.
Finalmente, condenado al ostracismo intelectual, se retiró a vivir junto al mar hasta 1942, año de su fallecimiento.
Está enterrado al cementerio de Monestier.

### Político
Destacado activista pacifista, en julio de 1925 lanzó un llamamiento para la revisión del Tratado de Versalles firmado por más de un centenar de personalidades entre las que se encontraban Henri Barbusse, Georges Courteline o Romain Rolland.

## Obras
Novelas
- Prostituée (1907)
- Le Talion (1908)
- Jeunes Filles (1908)
- Le Petit roi d'ombre (1909)
- Le Talion (1909)
- L'Or (1910)
- Le Journal d'un moblot (1912)
- Les Frontières du Cœur (1912)
- La Rose des ruines (1913)
- La Terre natale (1917)
- La bétail humain (1920)
- Un cœur farouche (1921)
- Le Soleil dans la geôle (1921)
- La Garçonne (1922)
- Le Compagnon (1923)
- Le Couple (1924)

- Vers le bonheur. Ton corps est à toi (1927)
- Vers le bonheur. Le Bétail humain (1928)
- Vers le bonheur. Le Chant du berger (1930)
- Non ! roman d'une conscience (1931)
- Debout les vivants ! (1932)
- Nos égales. Roman de la femme d'aujourd'hui (1933)
- Du sang sur l'amour (1934)
- Babel (1934)

Ensayos
- Pour mieux vivre (1914)
- J.-B. Carpeaux (1914)
- Au bord du gouffre, août-septembre 1914 (1919)
- La Voix de l'Égypte (1919)
- La Dernière Guerre : les Criminels (1925)
- Jean-Jacques et l'amour (1926)
- La Patrie humaine (1931)
- Un grand Français. Le général Margueritte. Avec des pages de Paul Margueritte extraites de: «Mon père. Centenaire algérien» (1960)
- Aristide Briand (1932)
- Les Femmes et le désarmement et de l'immortalité en littérature (1932)
- Avortement de la S.D.N. (1936)
- Le cadavre maquillé. La S.D.N. (mars-septembre 1936) (1936)

Otros
- La Belle au bois dormant, féerie en un acte et en vers (1896)
- La Double méprise, ou le Pire n'est pas toujours certain, d'après Calderon, comedia en 4 actos en verso. Estrenada en París, Théâtre de l'Odéon, el 17 de marzo de 1898
- Au Fil de l'heure (1896), recopilación de versos
- L'Imprévu, comedia en 2 actos. Estrena en París, Comédie-Française, el 19 de febrero de 1910
- La Mère, comedia en un prólogo y ocho cuadros, basada en la novela de Máximo Gorki. Estrenada en París, Théâtre de la Renaissance, el 15 de mayo de 1937
- Nocturnes, poemario (1944)

Con Paul Margueritte
- La Pariétaire (1896)
- Le Carnaval de Nice (1897)
- Poum, aventures d'un petit garçon (1897)
- Une époque (4 volúmenes, 1897-1904):
  - Le désastre (Metz, 1870)
  - Les tronçons du glaive (La défense nationale, 1870-71)
  - Les braves gens (Épisodes, 1870-71)
  - La Commune (París, 1871)
- Femmes nouvelles (1899)
- Le Poste des neiges (1899)
- Mariage et divorce (1900)
- Les Deux Vies (1902)
- Le Jardin du Roi (1902)
- L'Eau souterraine (1903)
- Zette, histoire d'une petite fille (1903)
- Histoire de la guerre de 1870-71 (1903)
- Le Prisme (1905) Quelques idées: le mariage libre, autour du mariage, pèlerins de Metz, l'oubli et l'histoire, les charges de Sedan, l'officier dans la nation armée, l'Alsace-Lorraine (1905)
- Le Cœur et la loi, comedia en 3 actos. Estrenada en París, Théâtre de l'Odéon, el 9 de octubre de 1905
- Sur le vif (1906)
- Vanité (1907)
- L'Autre, comedia en tres actos. Estrenada en París, Comédie-Française, el 9 de diciembre de 1907
- Nos Tréteaux. Charades de Victor Margueritte. Pantomimes de Paul Margueritte (1910)
- Les Braves Gens. La Chevauchée au gouffre (Sedan) (1935)